# Mitsuya Yūji
Mitsuya Yūji (Hiragana: みつや ゆうじ, Katakana: ミツヤ ユウジ, Kanji: 三ツ矢 雄二) là đạo diễn, diễn viên lồng tiếng, phụ trách âm thanh và giám sát âm thanh. Ông sinh ngày 18 tháng 10 năm 1954 tại thành phố Toyohashi, tỉnh Aichi, Nhật Bản. Tốt nghiệp đại học Meiji.
Ông được biết đến nhiều với vai diễn lồng tiếng Timon trong The Lion King, Tatsuya Uesugi trong Touch, Hyōma Aoi trong Combattler V, Kōji Togari trong Kiteretsu Daihyakka, Virgo Shaka trong Saint Seiya và lồng tiếng Nhật cho nhân vật Marty McFly phim Back to the Future của đài TV Asahi.
Mitsuya tuyên bố mình là gay trên một chương trình truyền hình vào ngày 12 tháng 1 năm 2017.

## Danh sách phim

### Anime truyền hình
- Candy Candy (1976) trong vai Archibald "Archie" Cornwell
- Combattler V (1976) (Hyoma Aoi)
- Captain Tsubasa (1983) (Shun Nitta)
- Georgie! (1983) (Royal)
- Choriki Robo Galatt (1984) (Saradaayu)
- Glass no Kamen (1984 TV series) (1984) (Sakurakouji Yuu)
- Touch (1985) (Tatsuya Uesugi)
- Saint Seiya (1986) (Virgo Shaka)
- Anpanman (1988) (Katsudonman), (Hamburger Kid)
- Dragon Ball Z (1989) (Kaio-shin, Gregory)
- Ranma 1/2 (1989) (Ono Tofu-sensei)
- Akazukin Chacha (1994) (Sorges, Yordas, Haideyans)
- Nurse Angel Ririka SOS (1995) (Kurumi Moriya)
- PaRapper the Rapper (2001) (Hairdresser Octopus)
- Stitch! (2008) (Pleakley)
- Kuchu Buranko (2009) (Young Irabu Ichiro)
- Nichijou (2011) (Clay trong tập 19)
- Toriko (2011) (Grinpatch)
- Gon (2012) (Choro)
- Smile PreCure! (2012) (Joker)
- Space Dandy (2014) (CEO trong tập 20)
- One Piece (2015) (Pica)
- Saint Seiya: Soul of Gold (2015) (Virgo Shaka)
- Junji Ito Collection (2018) (Souichi Tsujii)
- Pop Team Epic (2018) (Popuko (Tập 1-B))

Không rõ năm
- Ojarumaru (Captain Silver)
- Sasuga no Sarutobi (Sarutobi Nikumaru)

### OVA
- Megazone 23 (1985) (Mōri)
- Legend of the Galactic Heroes (1988) (Heinrich Von Kümmel)
- Space Family Carlvinson (1988) (Andy)
- Vampire Princess Miyu (1988) (Lemures)
- Starship Troopers (1988) (Carl)
- Devil Hunter Yohko (1990) (Madoka Mano)

### Anime chiếu rạp
- Candy Candy – Candy no Natsu Yasumi (1978)
- Natsu e no Tobira (1981) (Claude)
- Godmars (1982) (Marg)
- Doraemon: Nobita và lâu đài dưới đáy biển (1983) (Underwater Buggy)
- Doraemon: Nobita và cuộc chiến vũ trụ (LocoRoco)
- Doraemon: Nobita và binh đoàn người sắt (1986) (Micros)
- Touch: Sebangou no Nai Ace (1986) (Tatsuya Uesugi)
- Touch 2: Sayounara no Okurimono (1986) (Tatsuya Uesugi)
- Bug-tte Honey: Megaromu Shojo Ma 4622 (1987) (Wannappu)
- Saint Seiya: Evil Goddess Eris (1987) (Lyra Orpheus)
- Touch 3: Don't Pass Me By (1987) (Tatsuya Uesugi)
- Doraemon: Nobita Tây du kí (1988) (Time Machine)
- Doraemon: Nobita và nước Nhật thời nguyên thủy (1989) (Time Machine)
- Anpanman: Baikinman's Counterattack (1990) (Hamburger Kid), (Katsudonman)
- Magical Taluluto (1991) (Tabashiba)
- Yu Yu Hakusho The Movie: Poltergeist Report (1994) (Majari)
- Sakura Wars: The Movie (2001) (Musei Edogawa)
- Anpanman: Gomira's Star (2001) (Katsudonman)
- Anpanman: Dolly of the Star of Life (2006) (Katsudonman)
- Anpanman: Kokin-chan and the Blue Tears (2006) (Katsudonman)
- Anpanman: Purun of the Bubble Ball (2007) (Katsudonman)
- Anpanman: Rinrin the Fairy's Secret (2008) (Katsudonman)
- Dragon Ball Z:Trận chiến giữa những vị Thần (2013) (Kibito Kaioushin)
- Toriko the Movie: Bishokushin's Special Menu (2013) (Grinpatch)
- Anpanman: Take It! Wishes for Everybody Apple Boy (2014) (Hamburger Kid)

### Trò chơi điện tử
- Brave Fencer Musashi (1998) (Rādo)
- Kingdom Hearts (video games) (2002) (Doctor Finklestein)
- Kingdom Hearts II (2005) (Doctor Finklestein, Timon)
- Super Robot Taisen (????) (Aoi Hyouma)
- Dragon Quest Heroes II (2016)

### Tokusatsu
- X-Bomber (1980) (PP Adamsky)
- Kamen Rider × Kamen Rider Wizard & Fourze: Movie War Ultimatum (2012) (Gahra)
- Kaitou Sentai Lupinranger VS Keisatsu Sentai Patranger (2018) (GoodStriker (eps 2 - 13, 15 - 51))
- Kaitou Sentai Lupinranger VS Keisatsu Sentai Patranger en Film (2018) (GoodStriker)

### Thuyết minh

#### Live-action
- Amadeus (Wolfgang Amadeus Mozart (Tom Hulce))
- Back to the Future (TV Asahi edition) (Marty McFly (Michael J. Fox))
- Back to the Future Part II (TV Asahi edition) (Marty McFly Senior, Marty McFly Junior, Marlene McFly (Michael J. Fox))
- Back to the Future Part III (TV Asahi and TV Nippon editions) (Marty McFly, Seamus McFly (Michael J. Fox))
- The Bonfire of the Vanities (Sherman McCoy)
- The Cat in the Hat (The Fish)
- Flight of the Phoenix (Elliott)
- Mouse Hunt (Lars Smuntz)
- The Frighteners (Frank Bannister)
- Full House (Steve Urkel)
- Joe's Apartment (Ralph Roach)
- Little Shop of Horrors (Seymour Krelbourn)
- Pacific Rim (Dr. Hermann Gottlieb (Burn Gorman))
- Project A (Tai Po)
- Riptide (Murray 'Boz' Bozinsky)
- Short Circuit (Johnny 5)
- Small Soldiers (Insaniac)
- Soap (Jodie Dallas)
- Stuart Little (TV edition) (Stuart Little)
- Will & Grace (Jack McFarland)

#### Hoạt hình
- The Adventures of Tintin (1989 Nikkatsu edition) (Tintin)
- Hotel Transylvania (Murray)
- The Land Before Time (Petrie)
- Lilo & Stitch (Pleakley)
- Lilo & Stitch: The Series (Pleakley)
- The Lion Guard (Timon)
- The Lion King (Timon)
- The Lion King II: Simba's Pride (Timon)
- The Lion King 1½ (Timon)
- Timon and Pumbaa (Timon)
- Looney Tunes (Speedy Gonzales)
- The Looney Tunes Show (Speedy Gonzales)
- The Nightmare Before Christmas (Doctor Finklestein)
- Oliver & Company (Tito)
- Robots (Tim the Gate Guard)
- Star Wars: The Clone Wars (Jar Jar Binks)
- Thumbelina (Miss Fieldmouse)
- Toy Story series (Rex)
- Twelve Forever (The Butt Witch)
- Monsters, Inc. (Mike Wazowski, teaser)

#### Lồng tiếng Nhật cho hướng dẫn
- Star Tours (Captain Rex)
- Star Tours—The Adventures Continue (Captain Rex)
- Peter Pan's Flight (Tick-Tock the Crocodile)